# Watch Me Do
Watch Me Do è un brano musicale della cantante statunitense Meghan Trainor incluso nel suo quarto album in studio, Thank You. È stato pubblicato e scelto come primo singolo promozionale il 25 marzo 2016.